# Isidora Žebeljan
Isidora Žebeljan (Belgrado, 27 de septiembre de 1967-Ibidem., 29 de septiembre de 2020) fue una compositora, pianista y directora de orquesta serbia, miembro numerario de la Academia Serbia de Ciencias y Artes. Isidora Žebeljan estudió en la Academia de Música de Belgrado con Vlastimir Trajković (un alumno de Olivier Messiaen) y, desde 2002, ha sido profesora de composición en la misma institución. Ganó el Premio Nacional de Música Stevan Mokranjać en el año 2004.

## Biografía
Isidora Žebeljan estudió composición en la Facultad de Música de Belgrado con Vlastimir Trajković. Fue profesora de composición en la misma facultad desde 2002. Su trabajo como compositora le valió varios premios importantes en su país, incluido el premio Mokranjac en 2004. Fue ganadora de la Beca de la Fundación Civitella Ranieri de Nueva York en 2005. En 2006 fue elegida para la Academia de Ciencias y Artes de Serbia (miembro de pleno derecho desde 2012) y en 2012 fue elegida para la Academia Mundial de las Artes y las Ciencias (WAAS). Obtuvo en 2014 el Premio de la Asamblea Parlamentaria del Mediterráneo por su logro en el arte.
Isidora Žebeljan fue una de los compositores contemporáneos serbios más prominentes del teatro y la música de cine. Compuso música para más de treinta producciones teatrales en teatros de Serbia, Noruega, Croacia y Montenegro. Por su trabajo en el campo de la música teatral, recibió el Premio Sterija tres veces. También fue galardonada cuatro veces con el Bienal de Yustat de Stage Design Award por la mejor música de teatro. Además, Isidora Žebeljan trabajó en varias bandas sonoras, incluida la orquestación de la música de Goran Bregović para las películas Time of the Gypsies, Arizona Dream y Underground (dirigida por Emir Kusturica), La Reine Margot (dirigida por Patrice Chéreau) y The Serpent's Kiss (dirigida por Philippe Rousselot). Compuso la música para la película de Miloš Radivojević Cómo me robaron los alemanes. Por este motivo, fue galardonada con el Premio del Festival de Cine de Sopot en 2011 (Serbia) y el Premio FIPRESCI de la Asociación de Cine de Serbia en 2012.
Dirigió conciertos en Londres (con la Academia de San Martin in the Fields) y en Ámsterdam (Muziekgebouw), y actuó como pianista con el Brodsky Quartet.
El 29 de septiembre de 2020 se difundió la noticia de su fallecimiento a causa de una enfermedad.

## Obra

### Composiciones

#### 1993 - 2002
- Three goats ears, Suite for oboe, violin and piano (or string orchestra), 2002 (2011).
- The miracle in Shargan, Song for oboe solo, 2002.
- Sarabande, for cor anglais, violin and piano, 2002.
- Sarabande, for flute, soprano voice and piano, 2001.
- Rukoveti, five songs for soprano voice piano, 1999.
- Rukoveti, five songs for soprano voice and orchestra, 1999/2000.
- Three pieces for guitar, 1999.
- Arnolf's song, from incidental music for the play ‘The School for Wives’ by Molière, for countertenor, viola (ad libitum), double bass and piano, 1998.
- Girotondo, for two saxophones, piano, percussion and double bass, 1994.
- Girotondo,, for alto saxophone, piano, double bass and darbucca, 1994.
- Choral, for three voices and double bass (or vocal quartet), 1994.
- Il circo, Sketch for piano, 1993.

#### 1985 - 1992
- Escenas pícaras - sinfonia in tre movimenti, for symphony orchestra, 1990/2.
- A Yawl on the Danube, Scene for soprano, piano, percussion and string quartet, 1991.
- Song for baron M-ühnhausen, for polynstrumentalist, 1989.
- Pep it up, Fantasy for soprano voice, piano, percussion and string quintet, 1988.
- Umbra, for piano, 1987.
- Selište (Deserted village), Elegy for string orchestra, 1987.
- Glory, Picture for female choir (42 voices), 1987.
- Sonata for violin ans piano, 1986.
- Story, Song for baritone (or mezzo-soprano) and piano, 1986.
- Frontiresman's song, 1985.
- Suite for piano, 1985.
- Chagrin du hero, for mixed choir, 1985.

### Discografía
- CPO, Alemania, 777994-2 (2015)

Brodsky Quartet plays Isidora Žebeljan
‘Song of a Traveller in the Night’, Chamber Music
- Deutsche Grammophon, 481 107-3 (2015)

Isidora Žebeljan
The Horses of Saint Mark, illumination for orchestra
- Los Compositores de la Asociación de Serbia (2015)

Fieriness, Serbian music for piano trio
Isidora Žebeljan
- MASCOM Registros, Serbia, LC 29730, CD 290 (2014)

Isidora Žebeljan
Zora D, opera in one act (seven scenes)
- Oboe classics, UK, CC 2028 (2013)

Balkan Bolero
Chamber music by Isidora Žebeljan
- MASCOM Registros, Serbia, LC 29730, CD 217 (2013)

Isidora Žebeljan
Iluminations, Música para Teatro
- B92, Serbia, CD 116 (2008)

Isidora Žebeljan
Iluminations, Música para Teatro
- SANU, Serbia (2011)

Muzika kompozitora – akademika SANU
- Muzika klasika, Music Magazine for Classical Music, No. 3 (2011)
- Composers Association of Serbia (2013)

Women’s Stories, Serbian piano music
- Genesis Foundation, London, UK (noncommercial edition, 2002)

The Genesis Prizes for Opera
Work in Progress Presentations 2002
Isidora Žebeljan: an extract from the opera Zora D.
- Belgrade Strings

Anthology of 20th Century Serbian Music for Strings (noncommercial edition, 2006)
CD No. 2
- Teatro Comunale di Monfalcone, Italia (2005)

Sentieri selvaggi dal vivo
Isidora Žebeljan: Un Yawl en el Danubio, escena, para soprano, piano, percusión y cuarteto de cuerda

### Obras importantes
- Ópera: Zora D; The Marathon; Simon, the Chosen; Two Heads and a Girl; Simon the Foundling
- Música orquestal: The Horses of Saint Mark; Hum away, hum away strings; Escenas picaras; Deserted Village
- Música orquestal con solistas: Rukoveti, five songs for soprano and orchestra; New Songs of Lada, for soprano and string orchestra (or string quartet); Dance of the Wooden Sticks, for French horn (or cor anglais) and string orchestra (or string quintet); Pipe and Flamingos, concerto for clarinet and orchestra
- Música de cámara: Song of a Traveller in the Night, for clarinet and string quartet; Polomka quartet, for string quartet; Simon and Anne, suite for cello (or cor anglais) and piano;  Needle Soup, for octet
- Música vocal: Latum lalo, for mixed choir; Pep it up, fantasy for soprano and chamber ensemble; When God created Dubrovnik, song for Mezzo-soprano and string quartet
- Música para piano: Umbra, Il Circo